# Iztok Turel
Iztok Turel  [Íztok Turél], slovenski kemik, * 15. april 1964, Kranj, Slovenija. 
Deluje kot redni profesor za področje anorganske kemije na Fakulteti za kemijo in kemijsko tehnologijo Univerze v Ljubljani.

## Življenje in delo
Po zaključenem šolanju na Gimnaziji Kranj, se je vpisal na Fakulteto za naravoslovje in tehnologijo na Univerzi v Ljubljani, kjer je leta 1989 diplomiral, leta 1991 magistriral in leta 1995 še doktoriral. Po doktorskem študiju se je med drugim izpopolnjeval na Imperial Collegeu v Londonu, Univerzi v Hamburgu in Univerzi v Bergnu.
Po končanem dodiplomskem študiju se je zaposlil na Univerzi v Ljubljani, sprva kot asistent, mesto visokošolskega učitelja pa je dobil leta 1997. Redni profesor za področje anorganske kemije na Fakulteti za kemijo in kemijsko tehnologijo Univerze v Ljubljani je postal leta 2008.
Glavni področji njegovega raziskovanja sta koordinacijska in bioanorganska kemija. Ukvarja se predvsem z interakcijami kovinskih ionov z biološko aktivnimi snovmi ter pripravo kovinskih kompleksov z biološkim učinkom. Odmevna so bila njegova dela na področju kovinskih kompleksov s protibakterijskimi kinoloni. Strukture magnezijevih spojin, ki so jih prirpravili v njegovi raziskovalni skupini, so bile uporabljene tudi pri razlagi mehanizma delovanja klinično uporabljenih kinolonskih spojin.
Trenutna aktualna tematika njegovega raziskovanja so biološki in katalitski učinki rutenijevih spojin. Nekatere rutenijeve spojine preučujejo tudi kot možna zdravila za zdravljenje rakavih obolenj.
Prejel je študentsko Prešernovo nagrado Univerze v Ljubljani (1988) in dve Krkini nagradi (1989 ter 1995). Dobil je tudi Zoisovo priznanje za pomembne znanstvene dosežke v kemiji (2016).

### Izbrane objave
- Turel, I. s sod., Compounds of antibacterial agent ciprofloxacin and magnesium- Crystal structures and molecular modeling calculations, Eur. J. Inorg. Chem., 3718-3727 (2008); DOI: 10.1002/ejic.200800338
- Wohlkonig, A. s sod., Structural basis of quinolone inhibition of type IIA topoisomerases and target-mediated resistance, Nat. Struct. Mol. Biol.,  17, 1152–1153 (2010); doi:10.1038/nsmb.1892
- Seršen, S. s sod., vključno s Turel I.,  Structure-Related Mode-of-Action Differences of Anticancer Organoruthenium Complexes with β-Diketonates,  J. Med. Chem., 58, 3984-3996 (2015). DOI: 10.1021/acs.jmedchem.5b00288
- Turel, I., The Interactions of Metal Ions with Quinolone Antibacterial Agents, Coord. Chem. Rev., 232, 27-47 (2002); https://doi.org/10.1016/S0010-8545(02)00027-9